# Роберт Мензіс
Роберт Гордон Мензіс (англ. Robert Gordon Menzies; 20 грудня 1894 — 15 травня 1978) — австралійський державний та політичний діяч, 12-й Прем'єр-міністр Австралії.

## Ранні роки життя
Народився у місті Джепарит, Вікторія, 20 грудня 1894 року. Батько — Джеймс Мензіс, син шотландського фермера, що іммігрував до Австралії у середині 1850-х років на хвилі золотої лихоманки у Вікторії; мати — Кейт Мензіс (Семпсон). Як батько, так і його дядько, були членами парламенту штату Вікторія, а інший дядько — членом Палати представників. Спочатку Роберт навчався у невеличкій державній школі, потім у приватних школах Балларету та Мельбурну. Вивчав право в Мельбурнському університеті.
З початком Першої світової війни Мензісу виповнилось 19 років, і він вступив на службу до міліцейського загону університету. Коли він залишив останній, його однолітки та однокласники прагнули потрапити на фронт. Однак, після тривалого обговорення у сім'ї (двоє з трьох братів вже були на війні) було вирішено, що Мензіс залишається дома та закінчує своє навчання. У 1918 році закінчив університет, після чого став успішним юристом, заробивши великий статок. 1920 року одружився з Петті Леккі, дочці члена Парламенту Австралії від Націоналістичної партії.

## Політична кар'єра
У 1928 році Мензіс вирішив залишити юридичну практику, для того, щоб взяти участь у виборах до парламенту штату як член Законодавчої ради Вікторії від Націоналістичної партії Австралії. Під час виборів він ледь не зазнав поразки, причиною чому став інцидент на одній з пресконференцій, на якій група ветеранів Першої світової війни атакувала його за те, що він не пішов на строкову службу. З усім тим, Мензісу вдалось пережити цю кризу, і він одержав на виборах перемогу. За рік він перейшов до Законодавчої асамблеї штату, став з 1932 року міністром у консервативному вікторіанському уряді (лишався на посаді до 1934 року), а також заступником прем'єр-міністра штату Вікторія.
1934 року Мензіс взяв участь у федеральних виборах як представник «Об'єднаної Австралії» та здобув впевнену перемогу у своєму виборчому окрузі. Після обрання його одразу ж було призначено Генеральним прокурором та міністром промисловості в уряді Джозефа Лайонса.
Наприкінці 1934 — початку 1935 років Мензіс виступив на боці уряду Лайонса у справі, що стосувалась депортації з Австралії Егона Кіша, чеського єврея-комуніста. Він мав виступити на Всеавстралійському конгресі проти війни і фашизму у Мельбурні, однак уряд відмовлявся давати йому дозвіл на в'їзд. Однак Кіш, досягнув Мельбурна кораблем, зіскочив з нього та самотужки дістався узбережжя. Після тривалих з'ясувань уряд був змушений припинити судову справу і виплатити Кішу всі судові витрати за умови залишення країни. Після цієї справи Мензіса звинувачували у порушенні ліберальних принципів і свободи слова. З початком Другої світової війни вирішив зняти з себе всі ці звинувачення, переклавши всю відповідальність за ті події на міністра внутрішніх справ Томаса Патерсона.
Внаслідок Мензіс став заступником керівника «Об'єднаної Австралії». Багато хто бачив у ньому природного наступника Лайонса, тому Мензіса часто звинувачували у спробах змістити законного лідера (всі ці звинувачення він заперечував). 1939 року після відмови уряду втілити в життя план державного страхування Мензіс вирішив піти з уряду. Однак 7 квітня 1939 року помер Лайонс, і Мензіса незабаром було обрано керівником «Об'єднаної Австралії».

### Перший прем'єрський термін

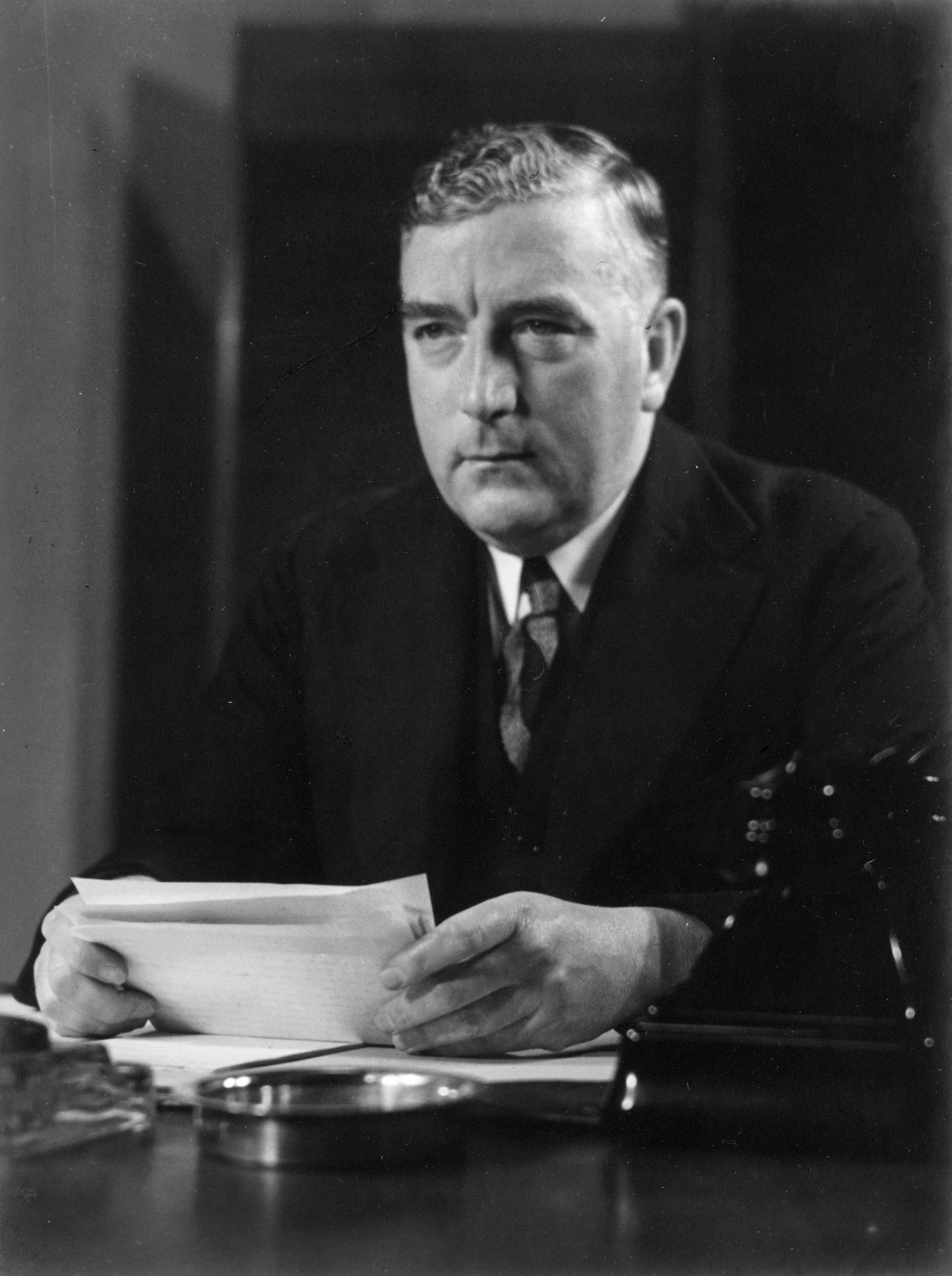
Роберт Мензіс у 1939 році.

26 квітня 1939 року Мензіса після нетривалого перебування на посту Прем'єр-міністра Ерла Пейджа, було обрано на цей пост. Однак, незабаром спалахнув політичний скандал: Ерл Пейдж відмовився надалі залишатись в уряді. У Парламенті він також завдав особистої образи Мензісу, звинувативши його у боягузтві з причини неучасті останнього у Першій світовій війні, а також у зраді Лайонса. Після цих подій Мензіс сформував уряд меншості.
У вересні 1939 року Велика Британія оголосила війну проти нацистської Німеччини. У ці роки Мензіс доклав усіх зусиль, щоб об'єднати країну, однак постійно стикався з труднощами та нерозумінням серед політичної еліти та населення Австралії через своє минуле: передусім, Першої світової війни, у якій він не брав участі, свого офіційного візиту до Німеччини 1938 року та підтримки політики умиротворення, яку провадив Невілл Чемберлен, Прем'єр-міністр Великої Британії. Разом з тим, після оголошення Чемберленом війни Мензіс наслідував її прикладові. На парламентських виборах 1940 року «Об'єднана Австралія» ледь не зазнала поразки, і лише завдяки підтримці двох незалежних членів парламенту уряд Мензіса утримався у владі. А проте, Лейбористська партія Австралії під керівництвом Джона Кертіна відмовилась від пропозиції Мензіса сформувати коаліційний уряд, а також виступила проти відправки австралійських військ до Європи.
1941 року Мензіс провів багато місяців у Британії, займаючись обговоренням військової стратегії з Вінстоном Черчіллем та іншими лідерами. При цьому його популярність на батьківщині поступово падала і, повернувшись, 28 серпня Мензіс спочатку був змушений піти з посту Прем'єр-міністра, а потім і лідера «Об'єднаної Австралії». Новим прем'єром став лідер Національної партії Артур Фадден. Всі ці події Мензіс сприйняв як зраду своїх колег, тому після уходу з прем'єрського посту він практично не брав участі у політиці.

### Повернення

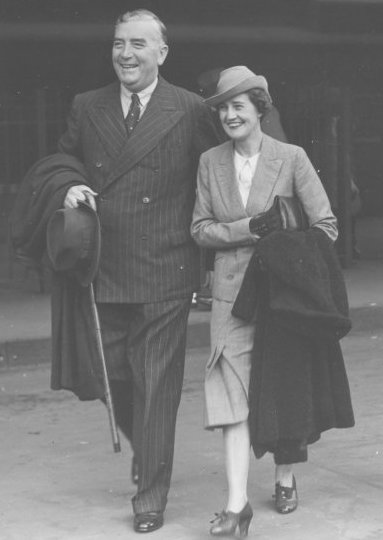
Роберт Мензіс та його дружина у 1940-х роках.

У жовтні 1941 року, після поразки уряду Фаддена, до влади прийшли лейбористи під керівництвом Джона Кертіна. 1943 Кертін здобув чергову переконливу перемогу на парламентських виборах. 1944 року Мензіс провів декілька зустрічей у старому маєтку Рейвенскрейг, де обговорювалось формування нової антилейбористської партії, яка мала прийти на зміну «Об'єднаній Австралії». Нею стала Ліберальна партія Австралії, яку було засновано на початку 1945 року та очолено Мензісом. Менше з тим, лейбористам ще довго вдавалось утримуватись у владі: після уходу Кертіна новим Прем'єр-міністром став Бен Чіфлі. За подібних умов у консервативній пресі стали все частіше з'являтись статті про те, що «з Мензісом нам не виграти».
Однак у наступні роки антикомуністична атмосфера в австралійському суспільстві у початковий період холодної війни дещо підірвала позиції лейбористів. 1947 року Чіфлі оголосив про наміри націоналізації австралійських приватних банків, чим викликав опозицію з боку середнього класу. Настроями у суспільстві вдало скористався Мензіс. У грудні 1949 року він вдруге здобув значну перемогу на парламентських виборах, а його партія отримала 48 місць у Палаті представників.
Попри значну перевагу у Палаті, Сенат залишався під контролем Лейбористської партії. Коли у 1951 році Мензіс запропонував законопроєкт про заборону Комуністичної партії, його, на превеликий подив для прем'єра, було прийнято верхньою палатою. Мензіс же сподівався на протилежний результат: у цьому випадку він міг би домогтись подвійного розпуску, що передбачає розпуск обох палат федерального парламенту. Коли ж Сенат відхилив законопроєкт про банки, Мензіс все ж досяг своєї мети, та на чергових виборах він здобув контроль вже над обома палатами австралійського парламенту.
Пізніше, у 1951 році, Мензіс виступив з пропозицією провести референдум зі змін до Конституції Австралії. Він пропонував дозволити парламентові, де це було необхідно для забезпечення безпеки країни, ухвалювати закони, що стосуються діяльності комуністів та комуністичної партії на території Австралії. Якби референдум пройшов вдало, то уряд здобув би право подати до парламенту законопроєкт про заборону комуністичної партії. Однак, новий лідер лейбористів, Еватт, виступив проти зміни Конституції з міркувань захисту громадянських свобод. Тому референдум, що відбувся 22 вересня 1951 року, провалився. Ця подія стала одним з небагатьох прорахунків Мензіса. Внаслідок він відправив австралійські війська для участі у Корейській війні, а також підтримував тісні союзницькі відносини з Сполученими Штатами.

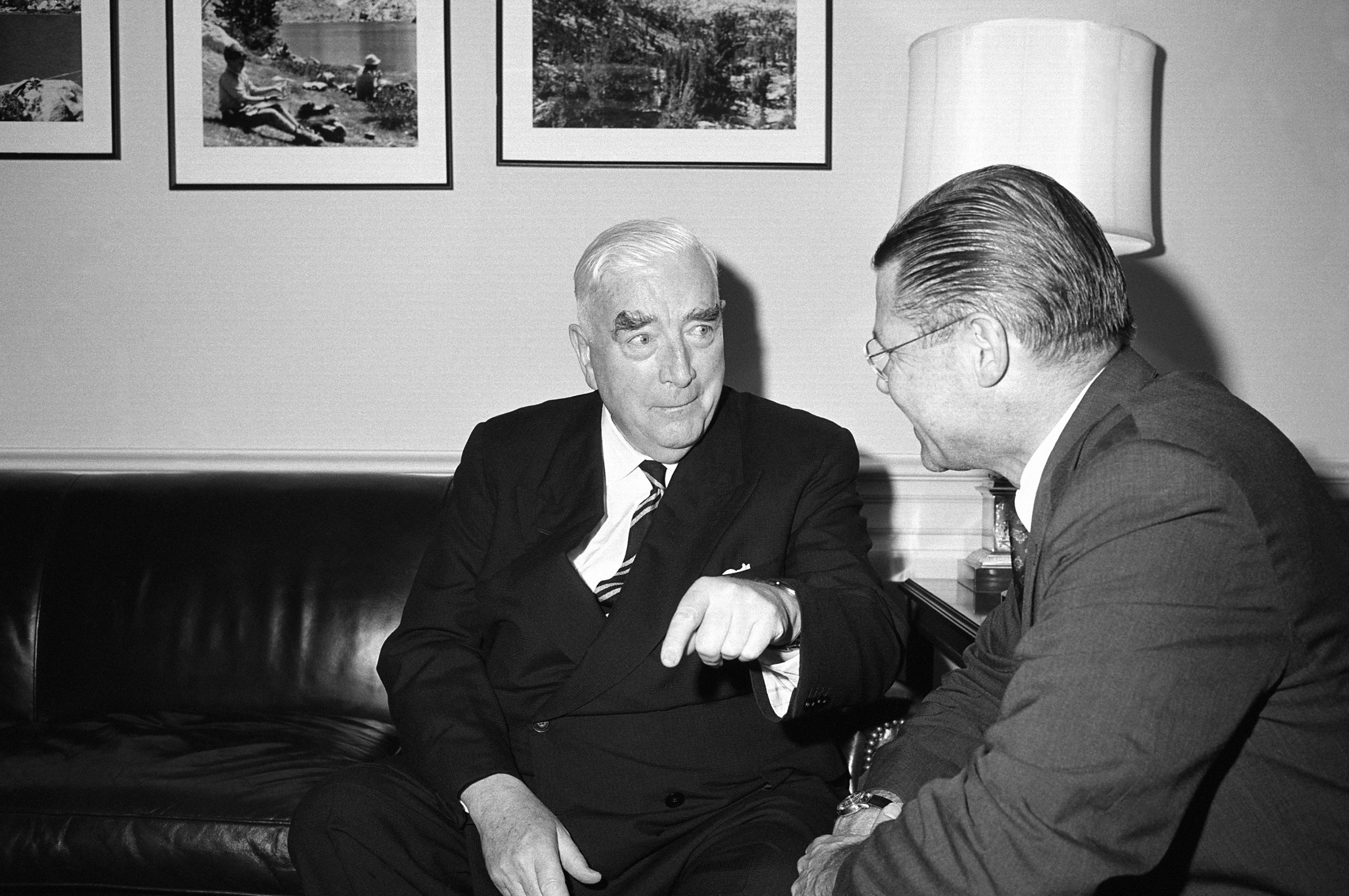
Роберт Мензіс і міністр оборони США Роберт Макнамара у 1964 році.

З усім тим, економічна ситуація у роки керівництва Мензіса поступово гіршала, і на парламентських виборах 1954 року впевнену перемогу одержала партія лейбористів на чолі з Еваттом. Незадовго до цього Мензіс оголосив про те, що радянський дипломат в Австралії Володимир Петров звернувся до уряду з проханням про надання йому політичного притулку, а також заявив про існування мережі шпигунів на території Австралії (і в їх числі були особи з апарату Еватта). Ці події холодної війни дозволили Мензісу здобути перемогу у своєму виборчому окрузі та зберегти місце у парламенті, однак лейбористи в результаті виборів отримали більшість у парламенті у дві третини голосів. Але навіть у цьому випадку вони не змогли змістити Мензіса. Внаслідок Еватт звинуватив Мензіса у підготовці втечі Петрова, однак цей факт було спростовано: він просто вдало скористався з ситуації.
Після парламентських виборів 1954 року у Лейбористській партії відбувся розкол: групу антикомуністично налаштованих членів з Вікторії вирішили вийти зі складу партії і сформувати Австралійську лейбористську партію антикомуністів. Нова партія у своїй політиці віддавала перевагу лібералам, тому 1955 року Мензісу без зайвих зусиль вдалось переобратись на прем'єрський пост. 1958 року його знову було переобрано завдяки підтримці Демократичної лейбористської партії (нова назва Австралійської лейбористської партії антикомуністів).
До того часу завдяки зростові імміграції до Австралії, зростання житлового фонду та промислового виробництва країні вдалось відновити свій економічний потенціал. Іншим важливим джерелом наповнення казни стали прибутки від експорту сільськогосподарської продукції, ціни на яку лишались стабільно високими. У подібних умовах застаріла соціалістична риторика лейбористів виявилась неефективною.
Після непродуманого збільшення вартості займів у 1960 році з метою обмеження інфляції авторитет Мензіса дещо впав, оскільки запропоновані урядом дії призвели лише до зростання безробіття. Тому на виборах 1961 року партія Мензіса здобула перемогу з перевагою лише у два місця. Однак, скориставшись з нового розколу у партії лейбористів з приводу холодної війни та союзу з США, йому вдалось впевнено перемогти на виборах 1963 року (до того ж це були перші «телевізійні вибори» в історії Австралії, і на різних теледебатах з Коуеллом, лідером Лейбористської партії, Мензіс довів свої ораторські здібності).
У 1963 році Мензіса було нагороджено Орденом Чортополоху, який йому вручили у визнання його шотландського коріння. Таким чином, він став єдиним австралійцем, якому було вручено цей лицарський орден (хоча ним було також нагороджено три британських генерал-губернатори в Австралії), а також другим австралійським Прем'єр-міністром, якого було зведено до лицарського звання у роки керівництва державою (першим був Едмунд Бартон).
1965 року Мензіс ухвалив фатальне рішення відправити австралійські війська на В'єтнамську війну, а також знову ввести загальний військовий обов'язок. Первинно ці кроки були популярними у суспільстві, але згодом вони стали великою проблемою для його наступників на посту. Попри те, що Мензіс прагматично підтримував новий баланс сил у Тихоокеанському регіоні, що утворився після Другої світової війни, а також підтримував тісні союзницькі відношення з США, він публічно зізнавався у бажанні мати тісніші контакти з Великою Британією, що відображалось у його відкритому захопленні Королевою Єлизаветою II. Протягом минулих десятиліть з моменту здобуття незалежності ентузіазм австралійців у захисті британської монархії та збереження монархічної форми правління в країні згаснув, однак Мензіс залишався палким прихильником британської корони.

## Вихід у відставку. Спадок

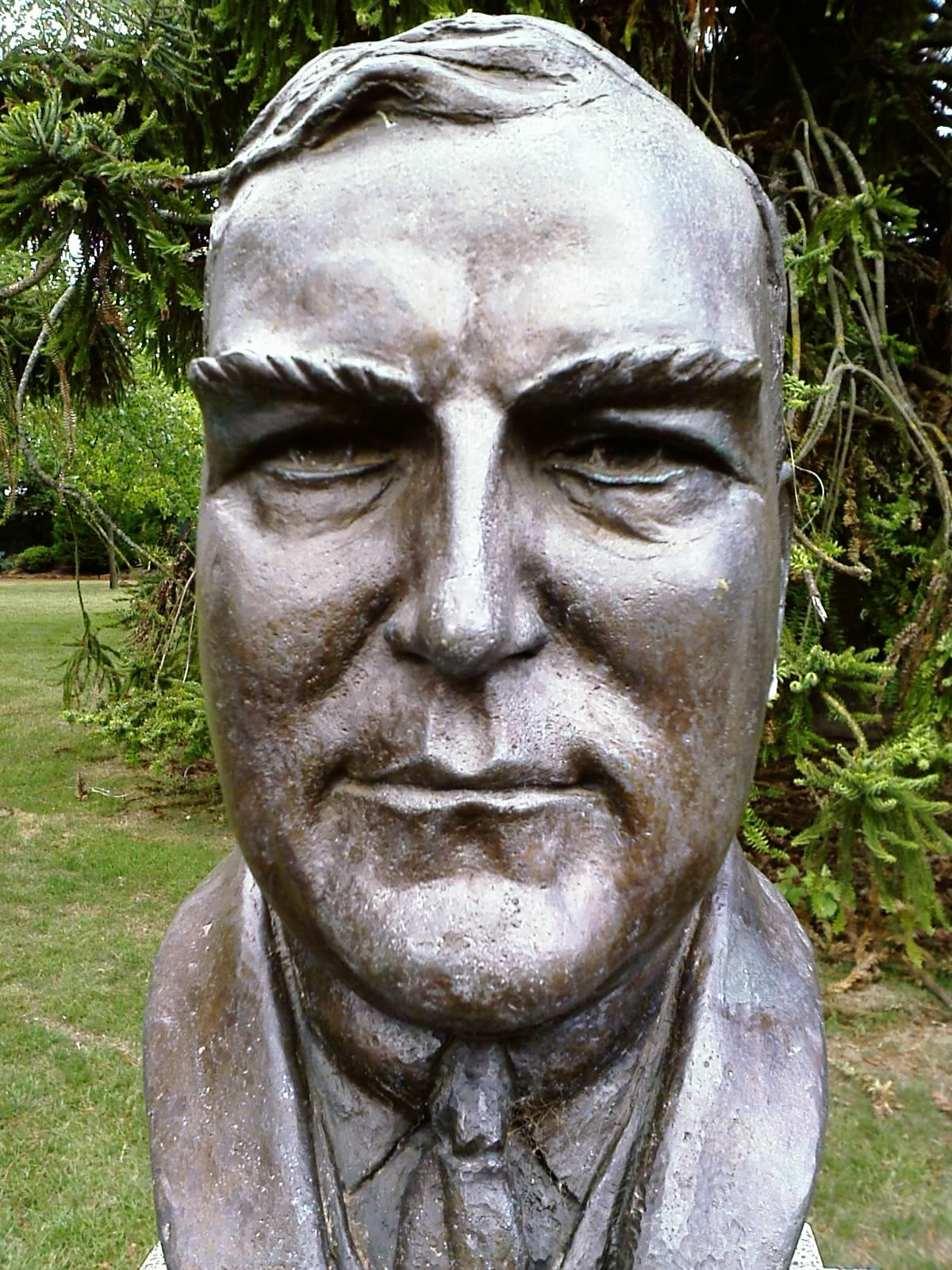
Бюст Мензіса у Ботанічному саду Балларету.

Роберт Мензіс пішов у відставку у січні 1966 року, поступившись своїм місцем лідера Ліберальної партії та прем'єр-міністра Австралії своєму колишньому міністрові фінансів Гарольду Холту. Коаліція, що існувала, залишалась у владі ще наступні сім років, поки у грудні 1972 року на федеральних виборах не здобула перемогу Лейбористська партія під керівництвом Гофа Вітлема.
У 1966 році Мензіса було призначено Королевою Великої Британії на стародавній пост Лорда-наглядача П'яти портів. Пізніше колишній прем'єр довго подорожував Сполученими штатами, де читав лекції в університетах, а також опублікував два томи мемуарів. Залишення посту Прем'єр-міністра негативно позначилось на здоров'ї Мензіса: у 1968 та 1971 роках він переніс два серцевих напади, після чого пішов з життя. Помер він у 1978 році у Мельбурні від інфаркту.
Роберт Мензіс був Прем'єр-міністром Австралії впродовж 18 років, 5 місяців та 12 днів. Це найдовший в історії Австралії термін перебування однієї людини на прем'єрському посту. Хоча у свій перший термін він припустився багатьох політичних прорахунків і помилок, Мензісу все ж вдалось відновити свій авторитет у суспільстві, а також вплив консервативної ланки в австралійській політиці, яка пережила важку кризу у 1943 році. Завдяки ефективній політиці упродовж свого другого терміну Мензіс досі лишається одним з найавторитетніших Прем'єр-міністрів в історії Австралії. Він також зробив значний внесок у розвиток вищої освіти в Австралії й столиці країни, міста Канберри.